# Hahnia melloleitaoi
Hahnia melloleitaoi är en spindelart som beskrevs av Rita Delia Schiapelli och Gerschman 1942. Hahnia melloleitaoi ingår i släktet Hahnia och familjen panflöjtsspindlar. Inga underarter finns listade i Catalogue of Life.